# Zaglossus bruijni
El zagloso occidental o zagloso común (Zaglossus bruijni) es una especie de mamífero monotrema de la familia Tachyglossidae endémica de Nueva Guinea.
Es una de las tres especies de zaglosos que, junto con Zaglossus bartoni, componen el género Zaglossus.

## Descripción
El zagloso occidental es un mamífero que pone huevos. Al igual que el equidna de hocico corto, que se alimenta de hormigas y termitas, la especie de hocico largo se alimenta de lombrices.

## Hábitat y distribución
Bosques y praderas tropicales y subtropicales del oeste de la provincia de Papúa e isla de Salawati en Nueva Guinea Occidental (Indonesia).

## Reproducción
Tienen una cría por camada. Su esperanza de vida es de 30 a 50 años.

## Estado de conservación
Clasificación UICN: "críticamente amenazada". Los principales riesgos a los que se enfrentan ambas especies son la pérdida y degradación del hábitat por extensión de la agricultura y la caza, tanto como actividad deportiva como para aprovechamiento de la carne. La inclusión en los apéndices CITES afecta a todas las especies del género Zaglossus.

## Galería

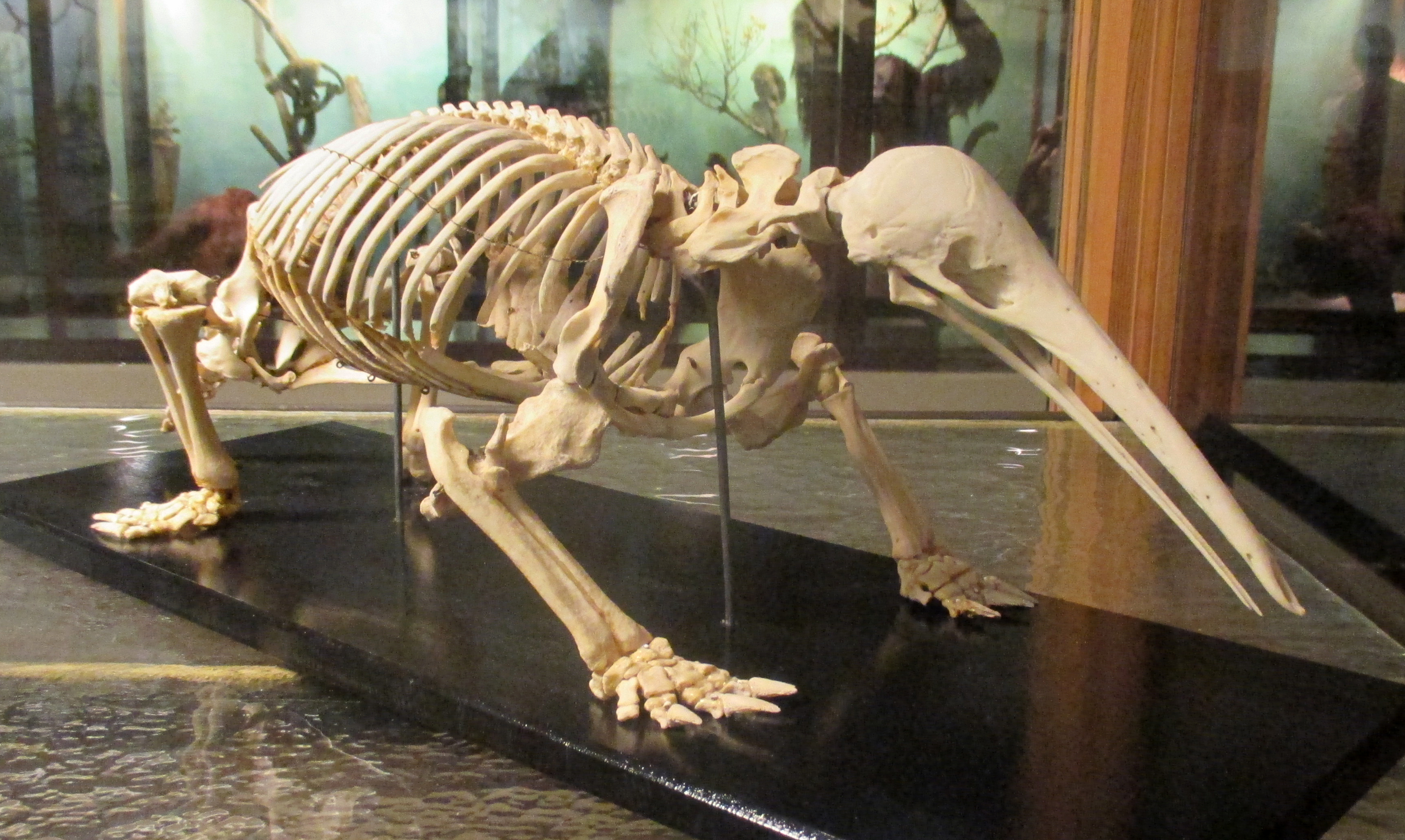
Esqueleto de Zaglossus bruijni